# Władcy Szlezwika-Holsztynu

## Książęta Szlezwika(1058-1386)
Początkowo książęta Jutlandii (południowej), od XII wieku Książęta Szlezwika

### Dynastia Estridsenów
- 1058–1095: Olaf I Głód (earl)
- 1119–1130: Kanut Lavard (pierwszy książę)
- 1130–1134: Magnus Silny
- 1150–1156: Waldemar I Wielki
- 1167–1173: Krzysztof
- 1182–1202: Waldemar II
- 1206–1215: Waldemar
- 1218–1231: Eryk
- 1232–1252: Abel
- 1252–1257: Waldemar III
- 1257–1272: Eryk I
- 1272–1312: Waldemar IV
- 1312–1325: Eryk II
- 1325–1326: Waldemar V
  - 1326–1329: Gerard Wielki
- 1330–1365: Waldemar V (ponownie)
- 1365–1375: Henryk
  - 1375–1386: Henryk II Żelazny oraz Mikołaj

1386 - zjednoczenie Szlezwiku i Holsztynu

## HrabiowieHolsztynu(1111-1386)

### Schaumburgowie
- 1111–1131: Adolf I
- 1131–1164: Adolf II
- 1164–1225: Adolf III
- 1225–1238: Adolf IV (abdykował, zmarł 1261)
- 1239–1290: Gerard I
- 1290–1304: Henryk I
- 1304–1340: Gerard III Wielki
- 1340–1382: Henryk II Żelazny
- 1382–1386: Gerard VI

1386 - zjednoczenie Szlezwiku i Holsztynu

## KsiążętaSzlezwikaiHolsztynu[1](1386-1864)

### Schaumburgowie
- 1386–1404: Gerard VI
- 1404–1427: Henryk IV
- 1404/1427–1459: Adolf VIII

### Dynastia Oldenburska
unia z Danią 1460-1864
- 1460–1481: Chrystian I (podniesiony do rangi księcia Holsztynu od 1474)
- 1481–1513: Jan
- 1513–1523: Chrystian II (usunięty, zmarł 1559)
- 1490–1533: Fryderyk I
- 1523–1544: Chrystian III (od 1533 samodzielnie)

1544: podział na część senioralną (pod rządami królów Danii) oraz księstwa: Holstein-Gottorp i Holstein-Haderslev
| - 1544–1559: Chrystian III - 1559–1588: Fryderyk II - 1588–1648: Chrystian IV - 1548–1670: Fryderyk III - 1670–1699: Chrystian V - 1699–1730: Fryderyk IV - 1730–1746: Chrystian VI - 1746–1766: Fryderyk V - 1766–1808: Chrystian VII (od 1773 także w Holstein-Gottorp) - 1808–1839: Fryderyk VI (także król Danii) - 1839–1848: Chrystian VIII (także król Danii) - 1848–1863: Fryderyk VII (także król Danii) - 1848–1851: Chrystian August II, ks. Augustenburg (pretendent) - 1863–1864: Chrystian IX 1864 - wcielenie do Prus i Austrii - 1864–1865: Chrystian IX (pretendent, także król Danii) | Książęta Holsztynu-Gottorp Dynastia Oldenburska - linia Holstein-Gottorp 1544–1586: Adolf I 1586–1587: Fryderyk II 1587–1590: Filip 1590–1616: Jan Adolf 1616–1659: Fryderyk III 1659–1694: Chrystian Albrecht 1694–1702: Fryderyk IV 1702–1739: Karol Fryderyk 1739–1762: Karol Piotr Ulrych ( cesarz Rosji w roku 1762) 1762–1773: Paweł I ( cesarz Rosji w latach 1796–1801) 1773: zjednoczenie ze Szlezwikiem-Holsztynem | - 1544–1580: Jan II 1580: podział księstwa pomiędzy pozostałe linie |